# Талы (Воронежская область)
Талы — село в Кантемировском районе Воронежской области России, находящееся в 25 км от райцентра по автотрассе Богучар — Кантемировка.
Административный центр Таловского сельского поселения.

## Происхождение названия
Своё название Талы получили от росшего вокруг поселения тальника.

## География

### Улицы
- ул. Большевик,
- ул. Луговая,
- ул. Октябрьская,
- ул. Победы,
- ул. Российская,
- ул. Степная,
- ул. Страна Советов,
- ул. Центральная,
- ул. Чкалова.

## История
Село основано в 1747 году острогожскими казаками и насчитывало в то время 70 дворов при 286 жителях. В 1783 году построена Никольская каменная церковь. Под звон колоколов этой церкви в 1812 году на битву с французами было отправлено 29 рекрутов.
В 1821 году жители села просились переселиться на новые земли в Астраханскую губернию. Через год 61 семья выехала туда.
С 1870 года земством открыт в селе фельдшерский пункт, в 1894 году — земская школа на 32 ученика. Кроме того, имелась приходская школа. В селе проводилось 4 ярмарки.
В 1902 году несколько таловских крестьян были арестованы за распространение слухов о разделе помещичьей земли. 15 августа 1905 года таловцы оказали вооружённое сопротивление властям, а в августе 1906 года они поднялись на вооружённую борьбу против царизма.
В 1916 году в Талах было 800 дворов и 6778 жителей, три школы, почта, маслобойка, ссыпной пункт и амбары, из которых вывозилось до 1000 вагонов зерна. Ежегодный торговый оборот составлял 1 млн рублей.
Советская власть установлена в конце 1917 года. Председателем волостного исполкома стал Клочков. В годы гражданской войны жители вели настойчивую борьбу с немецкими оккупантами и белогвардейцами. В слободе в тот период возник партизанский отряд, который в мае 1918 года вырос до 800 человек. Он в полном составе влился впоследствии в Богучарскую дивизию. 13 февраля 1918 года в селе создана партячейка. 20 ноября 1920 года в село ворвалась банда атамана Колесникова в 200 сабель и потребовала от жителей вступить в её ряды. Многие отказались от этого предложения.
В мае 1922 года из сельских церквей изъято 73 фунта 80 золотников серебра для голодающих Воронежской губернии и Поволжья. В те годы в слободе действовал крупный маслозавод. Из слободы на Всероссийский съезд Советов в 1922 году был избран житель Талов Захар Иванович Клодов (1881—1927). Вскоре он стал членом ВЦИК СССР.
В 1926 году в Талах был 1121 двор и 6035 жителей, имелось почтовое агентство, фельдшерский пункт, три школы с 6 учителями. Комсомольская организация в своих рядах насчитывала 10 девушек. В феврале 1929 года возникла Таловская МТС. В 1936 году в Талах проживало 4,8 тысяч человек, построены типография, пекарня, имелся маслозавод, 5 начальных и одна неполная средняя школа, сельский клуб на 200 мест, три библиотеки, баня, парикмахерская, Дом колхозника на 15 коек, три магазина, столовая. Талы являлись центром района, издавалась газета «Сталинский путь».
В годы войны на фронт ушло почти всё взрослое мужское население. С полей сражений не вернулось 309 мужчин. Уроженцем села является генерал-лейтенант А. М. Городнянский (1896—1942), командующий 6-й армией Юго-Западного фронта. Погиб под Харьковом в 1942 году, там и похоронен.
По состоянию на 1995 год, в Талах размещается центральная усадьба колхоза «Победа», имеющего 11 240 га пахотной земли. В селе средняя школа на 350 учащихся, Дом культуры, детсад на 50 мест, больница на 50 коек, столовая, магазины. В центре села — братское захоронение воинов, погибших в годы Великой Отечественной войны. В ней покоится прах 937 бойцов, имена 110 погибших до сих пор неизвестны. 

## Уроженцы
Соломахин Захар Александрович — майор НКВД, капитан интендантской службы, замначальника особых отделов 50-й армии. Родился в 1912 году в тогдашнем Писаревском районе. Поступил на службу в декабре 1936 года. Приказом подразделения от 22 октября 1944 года награждён орденом Красной Звезды. Второй орден Красной Звезды получил 14 мая 1945 года. Кроме этого, 9 мая 1945 года был награждён медалью «За победу над Германией». Умер в 1982 году в возрасте 69—70 лет.